# Mogens Glistrup
Mogens Glistrup, född 28 maj 1926 i Rønne på Bornholm, död 1 juli 2008 i Kongens Lyngby, var en dansk politiker (grundare av och partiledare för Fremskridtspartiet), jurist (cand.jur.) år 1950, advokat (landsretssagfører) 1955 och  lektor i skatterätt vid Köpenhamns universitet 1956-1963.

## Politisk karriär
Som advokat i skattefrågor blev Glistrup välkänd i Danmark när han 1971 förklarade i TV att han inte betalat skatt på flera år. Han uttalade även att han betraktade skattesmitare som frihetskämpar jämförbara med motståndsrörelsen under andra världskriget. Som nybliven rikskändis övergick han till politiken och grundade Fremskridtspartiet, ett så kallat missnöjesparti 1972. Partiet, som bland annat krävde lägre skatter, fick stora framgångar i jordskredsvalet till Folketinget 1973. Glistrup själv satt i Folketinget 1973-1983 och 1986-1990. Bland hans många uppmärksammade utspel fanns förslaget att ersätta Danmarks försvar med en telefonsvarare med meddelandet "vi ger oss" på ryska.
Glistrup uteslöts 1990 ur Fremskridtspartiet och grundade då Trivselpartiet.
1999 beslutade Fremskridtspartiets landsmöte att återuppta Glistrup i partiet, vilket fick hela partiets folketingsgrupp att hoppa av partiet och bilda gruppen Frihed 2000.
Partiet har därefter aldrig lyckats väljas in i Folketinget igen.
Våren 2004 lämnade Glistrup självmant Fremskridtspartiet, sedan han förlorat en rättssak mot partiet. Året därpå upptogs Glistrup dock åter som partimedlem sedan partistyrelsen utnämnt honom till livslång hedersmedlem, med retroaktiv verkan.

## Övrigt
Det som fick Glistrup att bli välkänd, bland annat hans uppseendeväckande uttalanden, skapade också stora kontroverser. Efter att tidigare ha varit en framgångsrik advokat uteslöts Glistrup ur danska advokatsamfundet när han dömts för skattebrott, för vilket han 1983-1985 avtjänade fängelsestraff. Han förlorade också sin plats i Folketinget. Efter avtjänat fängelsestraff blev han dock åter invald 1986.
Under senare år bedrev Glistrup en intensiv kampanj mot islam i Danmark, och han har skrivit en omfångsrik bok i ämnet. Agitationen ledde flera gånger till att Glistrup dömdes för rasism, som är ett brott i Danmark, och han avtjänade 2005 ett straff på 20 dagars fängelse för detta.
Inför partibildandet 1991 besöktes Glistrup i hemmet i Danmark av Ny demokratis ledarduo Bert Karlsson och Ian Wachtmeister.[källa behövs]
Glistrup var god vän med resebyråmagnaten Simon Spies. De två porträtterades i den danska filmen Spies & Glistrup som hade premiär 2013.